# Inga & Anush
Inga & Anush (örményül: Ինգա և Անուշ) egy örmény népzenei duó. Ők képviselték Örményországot a 2009-es Eurovíziós Dalfesztiválon, Mooszkvában, a Jan Jan című dallal.

## Magánéletük
Anush 1980. december 24-én született Jerevánban. A S. Aslamazján zeneiskolában végzett zongora szakon. 1994-ben első lett, és közönségdíjat kapott az Omszkban megrendezett Sonoous Voices versenyen. Ebben az időszakban kezdte népszerűsíteni magát szövegíróként és zeneszerzőként. 2001-ben diplomázott, bekerült az A. Babajanján Zeneművészeti Főiskolára, ahol zongora szakon végzett. 1999-ben szólistaként debütált az Örmény Állami Filharmonikus Zenekar- és Kórussal. 2001-től 2005-ig a Jereván Állami Konzervatóriumban tanult, jazz-ének szakon végzett.
Húga, Inga 1982. március 18-án született Jerevánban. 1997-ben végzett hegedűművészként a S. Aslamazyan Zeneiskolában, később az A. Babajanján Zeneművészeti Főiskolán is. Tanulmányaival párhuzamosan a G. Achemján hegedűegyüttesben dolgozott. Az együttessel turnézott örmény tartományokban. 1998-ban Inga csatlakozott nővéréhez, és együtt népszerűsítették tevékenységüket. Nemcsak duettek, hanem áriák is jelen vannak a repertoárban, ahol a hegedűnek nagy szerepe van. 2002-ben vonós szakon végzett, majd nővérét követte a Jereváni Állami Konzervatórium jazz-ének szakon, ahol 2005-ben végzett.

## Történet
2000-ben Inga és Anush belépett az Örményországi Állami Dalszínházba. Mindketten nemzeti, etnikai és A. Grigoryan és Anush által írt dalokat adtak elő. Emellett Örményország számos városában énekeltek szólistaként.
2002 szeptemberében az Egyesült Államokba indultak egy koncertkörútra dalszínházi szólistákkal. A Los Angeles-i Alex Theatre koncertjei után a nővérek azonnal ajánlatot kaptak, hogy önálló koncertekkel léphessenek fel ugyanazon a színpadon. A dalszínház ugyanezzel az előadással indult Teheránba. 2003 februárjában elkészült a Seasons of Life koncertműsor. A zenei előadásban etnikai, nemzeti és modern dalok, valamint hegedű-, gitár- és zongorakíséretű dalok hangzottak el, márciusban Inga és Anush szólókoncertjei zajlottak az Alex Színházban. Ugyanebben az időben jelent meg első stúdióalbumuk We and our Mountains címmel. Ezt követte a felkérés, hogy ugyanazzal a programmal álljanak színpadra New Yorkban, Torontóban, Argentínában és Párizsban. Végül novemberben otthagyták a színház stábját, és önállóan kezdtek dolgozni.
2004-ben a Tamzara című daluk a 2004-es Arany Líra fesztivál győztesének hirdették ki. Ugyanebben az évben kiadtak egy videóklipet a dalhoz, majd később a második albumukra, a Tamzara-ra is felkerült , amely 2006-ban jelent meg. Az album megjelenését követően turnéztak az Egyesült Államokban, Teheránban, Londonban, Párizsban, Oroszországban és Németországban. 2008-tól Inga és Anush együttműködik a SHARM Holding LLC lemezkiadóval
2009. február 12-én vált hivatalossá, hogy a duó is résztvevője az örmény eurovíziós nemzeti döntő, az Evratesil mezőnyének. A február 14-én rendezett döntőben a nemzeti zsűri és a nézők szavazatai alapján Jan Jan című dalukkal megnyerték a válogatóműsort, így ők képviselhették hazájukat az Eurovíziós Dalfesztiválon. A dalfesztivál előtt Moszkvában és Amszterdamban eurovíziós rendezvényeken népszerűsítették versenydalukat. 
Az Eurovíziós Dalfesztiválon a dalt először a május 12-én rendezett első elődöntőben adta elő. A dal ötödik helyezettként továbbjutott az elődöntőből a május 14-i döntőbe, ezzel Örményország 2017 óta először lett döntős. A szavazás során 92 ponttal a verseny tizedik helyezettjei lettek.
Később, 2015-ben Bécsben Inga visszatért az Eurovízió színpadára, ahol a Face the Shadow című dalt adta elő a Genealogy együttes tagjaként. A bécsi döntőben 34 ponttal a verseny tizenhatodik helyezettjei lettek.

## Tagok
- Inga Arshakján – vokál
- Anush Arshakján – vokál

## Diszkográfia

### Stúdióalbumok
- We and our Mountains (2003)
- Tamzara (2006)
- Heartbeat of my Land (2009)
- Sketches (2014)

### Kislemezek
- Tamzara (2006)
- Khlpane (2006)
- Harsanekan (2007)
- Jan Jan (2009)
- Gutan (2009)
- Twanaparh (2009)
- You Will Not Be Alone (2009)
- Don Hay (2009)
- Menq enq mer sarery (2009)
- Ser Yerevan (2011)
- Im anuny Hayastan e (2011)
- Hay hay (2012)